# プリキュア5、スマイル go go!/キラキラしちゃって My True Love!
「プリキュア5、スマイル go go!/キラキラしちゃって My True Love!」（プリキュアファイブ、スマイル ゴーゴー!/キラキラしちゃって マイ・トゥルー・ラブ!）は、工藤真由と宮本佳那子のシングル。2007年3月7日にマーベラスエンターテイメントから発売された。

## 概要
テレビアニメ『Yes!プリキュア5』の初期主題歌を収録したスプリット・シングル。工藤真由と宮本佳那子には、プリキュアシリーズ主題歌が初担当する。オープニングテーマの「プリキュア5、スマイル go go!」は工藤真由が、エンディングテーマの「キラキラしちゃって My True Love!」は宮本佳那子が歌っている。CDジャケットには、プリキュア5・ココ・ナッツがプリントされている。ファンキー、スカ・ビートと2スタイルの音に弾けた楽曲スタイルが特徴。
初回封入特典として、ジャケットイラストステッカーが同梱されている。
2011年2月にマーベラスエンターテイメントのCDの販売委託先がジェネオン・ユニバーサル・エンターテイメントジャパンからソニー・ミュージックディストリビューションに変更になったのに伴い、同年6月1日に再発版がリリースされており、このCDには別シングルで発売されている後期エンディングテーマ「ガンバランスdeダンス〜夢みる奇跡たち〜」も収録され、またオープニング・エンディングのノンテロップムービーを収録したDVD付属版も発売される。

## 収録曲
ジェネオン版
1. プリキュア5、スマイル go go! [3:56]
歌：工藤真由、コーラス：ヤング・フレッシュ with mayumi&yuka
作詞：只野菜摘、作曲：岩切芳郎、編曲：家原正樹
テレビアニメ『Yes!プリキュア5』オープニングテーマ
2. キラキラしちゃって My True Love! [3:08]
歌：宮本佳那子
作詞：佐々木美和、作曲：marhy、編曲：久保田光太郎・marhy
テレビアニメ『Yes!プリキュア5』前期エンディングテーマ
3. プリキュア5、スマイル go go!（オリジナル・カラオケ） [3:56]
4. キラキラしちゃって My True Love!（オリジナル・カラオケ） [3:05]

ソニー・ミュージック版
1. プリキュア5、スマイル go go! [3:56]
2. キラキラしちゃって My True Love! [3:08]
3. ガンバランスdeダンス〜夢みる奇跡たち〜 [3:57]
歌：宮本佳那子、コーラス：ぷりきゅあ5（ 三瓶由布子・竹内順子・伊瀬茉莉也・永野愛・前田愛）
作詞：青木久美子、作曲：小杉保夫、編曲：多田三洋
テレビアニメ『Yes!プリキュア5』後期エンディングテーマ
4. プリキュア5、スマイル go go!（オリジナル・カラオケ） [3:56]
5. キラキラしちゃって My True Love!（オリジナル・カラオケ） [3:05]
6. ガンバランスdeダンス〜夢みる奇跡たち〜 （オリジナルカラオケ）

ソニー・ミュージック版付属DVD
1. プリキュア5、スマイル go go!（オープニング・ノンテロップムービー）
2. キラキラしちゃって My True Love!（前期エンディング・ノンテロップムービー）
3. ガンバランスdeダンス〜夢みる奇跡たち〜（後期エンディング・ノンテロップムービー）

## カバー
プリキュア5、スマイル go go!
- Ado - 20歳の誕生日を迎えた2022年10月24日にYouTubeで公開された。